# 上海中山故居
上海中山故居，也称上海孙中山故居，位于中华人民共和国上海市黄浦区香山路7号，是一幢2层深灰色洋楼，1918年至1924年间为孙中山在上海市的居所。1925年，孙中山在北京逝世，该寓所由孙中山的夫人宋庆龄居住至1937年。1945年，宋庆龄将该寓所转交给南京国民政府，作为孙中山的永久纪念地。1949年，该寓所被中华人民共和国政府接收。该寓所共分为上下2层，下层为客厅和餐厅，上层为书房、卧室和小客厅。1961年，上海中山故居被列为全国重点文物保护单位。

## 历史
上海中山故居建于20世纪初，当时的门牌号为莫里哀路29号。1918年，4名加拿大华侨拜访了孙中山位于环龙路63号（今南昌路59号）的临时住所，发现该临时住所陈旧不堪后，遂为孙中山购买了位于莫里哀路的这处寓所。为筹集革命经费曾抵押予银行，后由几名华侨赎回。1918年至1923年，孙中山在此寓所居住期间完成了包括《孫文學說》、《實業計畫》、《中国国民党宣言》等著作的撰写，并在此会见了包括李大钊、马林、越飞等人，并与越飞发表了孙文越飞宣言。1924年11月17日，冯玉祥在北京发动政变，孙中山应邀从广州北上，途经上海时曾在该寓所内停留6天，在此期间孙中山接受了记者采访，并与30余名上海新闻界人士举行茶话会。11月23日，孙中山离开该寓所，并于次年3月12日在北京病逝。此后该寓所由其夫人宋庆龄继续居住。此后该寓所成为宋庆龄接见社会知名人士的主要场所，其中包括史沫特莱、斯诺、萧伯纳、董健吾，以及赴庐山与蒋介石商讨抗日统一阵线的中共代表周恩来、秦邦宪、林伯渠等人。淞沪会战爆发后，宋庆龄撤离上海转赴香港，故居家具物件委托亲友保管。1943年，汪精卫政权接收上海法租界，莫里哀路被改名为香山路，中山故居的门牌号也改为香山路7号。抗日战争胜利后，先前委托亲友保管的家具物件先后移回故居内，并按原样布置。1945年年底，宋庆龄将此故居移赠南京国民政府，作为孙中山的永久性纪念地。1949年，该寓所被中华人民共和国政府接管。

## 结构

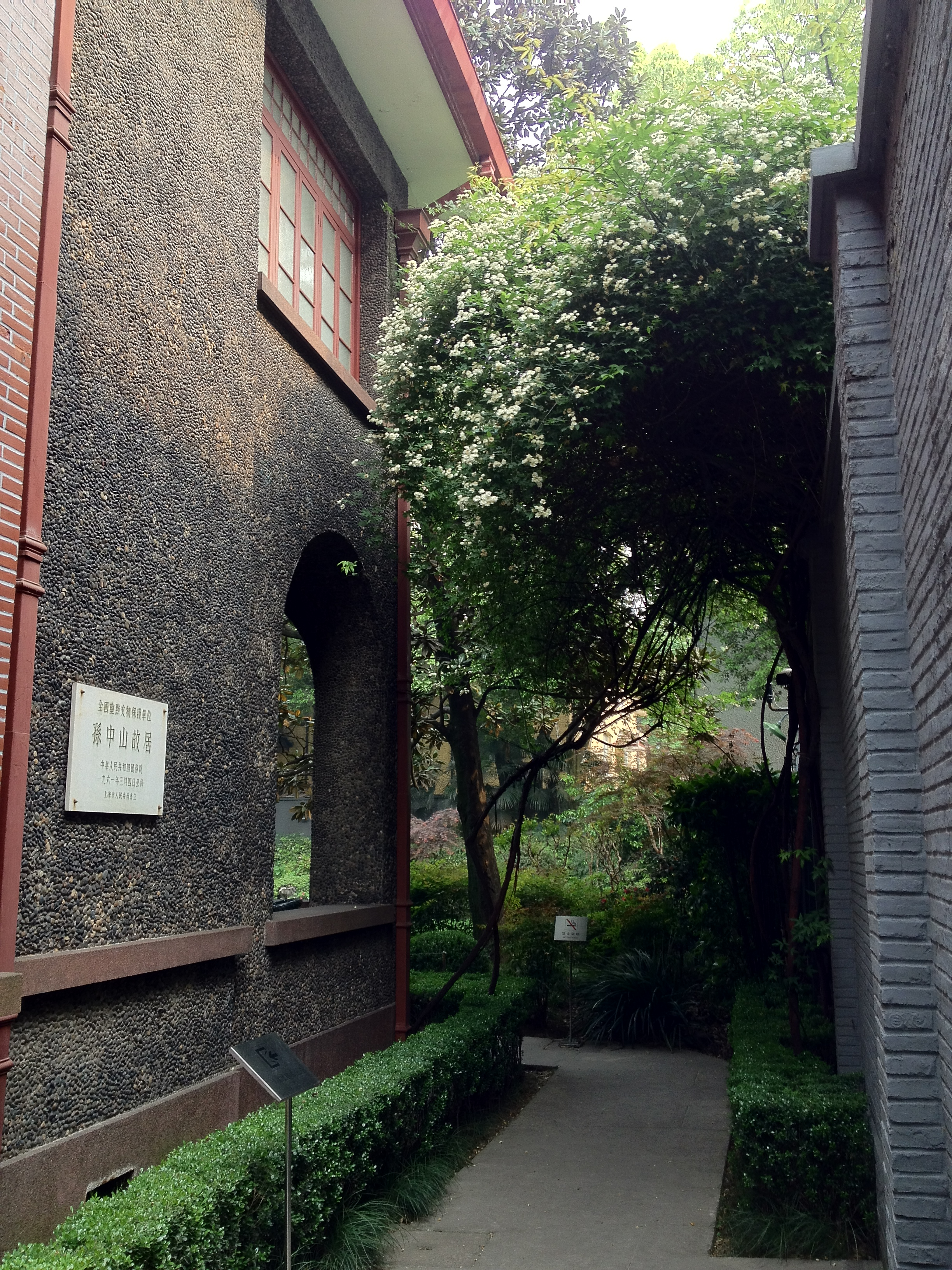
上海中山故居侧面

中山故居为两层欧式楼房，坐北朝南，占地面积1,013平方米，建筑面积452平方米。外墙装饰有深灰色鹅卵石，屋顶以洋红色鸡心瓦覆盖。楼前有正方形草坪，三面绕以冬青、香樟和玉兰等树木花圃。该寓所底层东侧为客厅，西侧为餐厅，两个房间相通。客厅正中间有一套沙发，墙上悬挂孙中山就任中华民国临时大总统和蒙难一周年纪念等照片，以及友人赠送的名家书画等。餐厅正中为一套广式红木圆桌和圆凳，墙上有孙中山画像和照片，其中一幅是民国12年视察广州机场时在中国第一架自行装配的飞机前与宋庆龄的合影。此外餐厅中还陈列有1917年护法运动时使用的一把指挥刀，1924年北上时沿途团体和群众赠送的银盾、银杯等物品。
二楼西侧为书房，东侧为卧室，北侧还有一间小客厅，书房和卧室南侧有一间长方形的内阳台。书房中央为一张普通写字台，上方放有孙中山生前曾使用过的文房四宝。墙周挂有大小不同共计12张地图，其中《上海吴淞间水陆交通图附军队配备地图》和另一幅毛笔画的军事示意图等两张为孙中山手绘。书房和走廊上有书柜，其内存有政治、军事、经济、历史、地理和法律类的中外图书共计5,000余册。卧室里有床、衣橱等，墙上挂有一幅孙中山夫妇1920年时在上海的合影。内阳台里面陈列着日本友人赠送的一副贝壳质围棋等物品，墙上则挂有一副1915年孙中山和宋庆龄在日本东京结婚后的合影。小客厅中陈列着孙中山北伐时穿的一套中山装、一套麻布衣服，以及票夹、眼镜、行军餐具和行医用的部分医疗器械。

## 保护

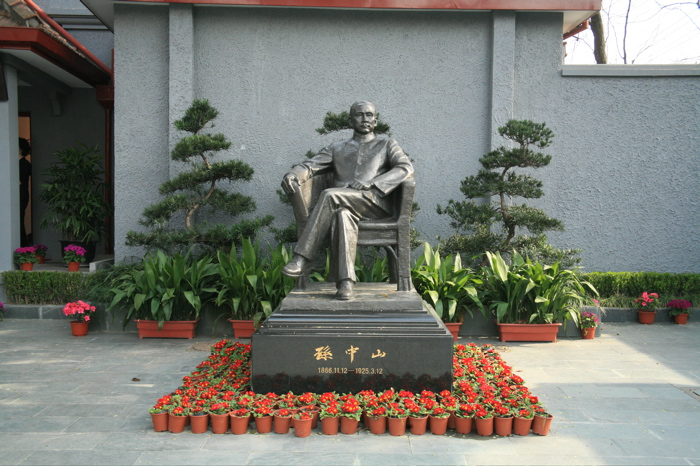
孙中山坐姿铜像

1961年，上海中山故居被列为全国重点文物保护单位。20世纪60年代至70年代，中山故居周围禁止无关人员进入。1981年10月，上海市政府制定了上海中山故居、上海宋庆龄故居的瞻仰参观办法。同年11月，孙中山、宋庆龄上海故居办公室成立，该办公室归市政府机关事务管理局领导。1985年1月，上海孙中山故居、宋庆龄故居和陵园管理委员会成立，该管委会归上海市政府直辖，下设上海中山故居管理处。1988年3月14日，上海中山故居正式向社会开放。1994年6月，上海孙中山故居管理处改名为上海孙中山故居纪念馆。2001年，上海孙中山故居纪念馆组织活动纪念辛亥革命90周年暨孙中山诞辰135周年，并专门邀请中央美院重塑孙中山铜像。9月25日，纪念馆举行了孙中山的坐姿铜像揭幕仪式，该铜像此后被安置在楼前的空地中。2002年5月17日，周和康夫妇及其女儿周玉人将一百余件孙中山宋庆龄文物捐赠与上海孙中山故居纪念馆，其中有宋庆龄的亲笔信函，还有宋庆龄生前赠送给周和康夫妇留作纪念的孙中山、宋庆龄使用过的物品。2003年3月26日，上海中山故居被命名为上海市爱国主义教育基地。2005年8月，上海中山故居展开全面修缮，并于当年11月12日重新开放，整体修缮工程包括重铺屋面鹅卵石、翻修屋顶，回复屋内木饰面、重建避潮层等。2015年7月，为了迎接孙中山诞辰150周年，上海中山故居再次翻修，并于2016年元旦重新开放。